# 조곡동
조곡동(稠谷洞)은 대한민국 전라남도 순천시의 동이다.

## 개요
조곡동은 본래 순천군 소안면 지역으로서 조곡, 둑실이라 하였다. 1914년 일제의 행정구역 폐합에 따라 율전리 일부를 병합하여 조곡리라 해서 순천면에 편입되었고, 1931년 11월 1일 순천읍에 속했으며 1949년 8월 15일 지방자치제 시행에 따라 순천부가 순천시로 바뀌고 동제 실시에 따라 순천시 조곡동이라 하였다. 1995년 1월 1일 순천시와 승주군이 통합 새로운 순천시 조곡동을 발족 현재에 이르고 있다. 그 후 1992년 12월 3일 덕암동 일부를 조곡동에 편입시켰으며, 1998년 1월 15일 덕암동, 생목동 일부와 풍덕동 일부를 조곡동에, 조곡동 일부를 생목동에 각각 편입시켰다. 죽도봉 밑 남쪽 마을 율전(장대)이 있으며, 옛날엔 이곳에 밤나무가 많아서 율전이라 했고 또한 1743년 영조 19년에 군사들이 진을 치고 군사를 지휘하는 곳을 돌로 쌓아 지휘했다 하여 장대라고도 하는데 1880년 고지도를 보면 장대로 나타나 있다.

## 볼거리
조곡동은 시의 중심부에 위치하고 있고 전라선과 경전선이 교차하는 지역으로 순천역과 순천지역사무소이 위치한 교통의 요충지이며 시민 휴식공간인 죽도봉공원과 봉화산이 있다. 죽도봉 공원에는 팔마탑과 연자루, 백우탑, 현충탑, 우석 김종익선생 동상 등이 있으며 순 천 시가지를 한눈에 바라볼 수 있는 강남정(전망대)이 있다.

## 아파트
| 단지명                  | 건설사         | 시행사                          | 주소 | 입주       | 비고 |
| ----------------------- | -------------- | ------------------------------- | ---- | ---------- | ---- |
| 금강메트로빌            | ㈜금강종합건설 | ㈜금강종합건설                  |      | 2004년 6월 |      |
| e편한세상 순천 어반타워 | DL이앤씨       | 한국자산신탁㈜ ㈜정원에이치앤디 |      | 2023년 2월 |      |